# Symbolophorus kreffti
Symbolophorus kreffti és una espècie de peix de la família dels mictòfids i de l'ordre dels mictofiformes.

## Morfologia
- Els mascles poden assolir 11,2 cm de longitud total.[4][5]

## Reproducció
És sexualment madur quan assoleix els 8,4 cm de llargària.

## Hàbitat
És un peix marí i d'aigües subtropicals que viu entre 0-150 m de fondària.

## Distribució geogràfica
Es troba a l'Atlàntic oriental.